# 綦江博物馆
綦江博物馆（英語：Qijiang Museum）是一座位于重庆綦江区的博物馆。

## 历史
前身是綦江石刻艺术博物馆，2011年5月18日建成开馆，地址为重庆綦江区古南街道农场村三社，共有五个展厅。占地面积9,967平方米，总建筑面积3,700平米。馆藏有綦江石門寺明代石刻群。2020年12月获评国家三级博物馆，同时加入重庆中国三峡博物馆总分馆体系。

## 营业时间
- 周二至周日：上午九点至下午五点
- 周一闭馆

## 外部連結
官方网站